# Pilar Bellosillo García-Verde
Pilar Bellosillo García-Verde (Madrid, 22 de diciembre de 1913 - 2 de enero de 2003) fue una maestra feminista católica española y cofundadora de la organización no gubernamental Manos Unidas.

## Biografía
Fue la segunda de ocho hermanos de una familia de tradición cristiana muy vinculada a Derroñadas, en Soria. Entre 1931 y 1935 hizo la carrera de magisterio en la Academia Véritas de la Institución Teresiana, de Madrid, donde conoció a su fundador, Pedro Poveda, más conocido como Padre Poveda. Realizó también estudios de asistente social en la Escuela de Formación Familiar y Social.

### Trayectoria social
Desde 1940 se involucró en la asociación Acción Católica, donde fue primero presidenta de la Sección de Jóvenes y posteriormente de la de Mujeres. Bajo su presidencia se modificó la orientación de la asociación, creándose los centros de Formación Social, enfocados hacia la responsabilidad colectiva en la sociedad. De su etapa en la Institución Teresiana provino su interés por la promoción de la mujer, buscando un cambio radical en el papel de la mujer en la iglesia católica, y por impulsar el laicado femenino, pasando del apostolado en que estaba entonces situado hacia su integración en la actividad comunitaria en el entorno y las culturas locales.
En 1951, entró a formar parte de la Unión Mundial de Organizaciones Femeninas Católicas (UMOFC), siendo su presidente desde 1961 hasta 1974. En 1963, fue nombrada auditora del Concilio Vaticano II por el Papa Pablo VI, junto a otras 21 mujeres, de las cuales solo ella era española y laica. Bellosillo se afanó en luchar por la presencia de la mujer en la Iglesia, no sin ciertas dificultades e incluso cierta decepción. Entre otras acciones propuso que en los documentos se hablara de «personas» en vez de «hombres». Tras el Concilio, en 1967, fue nombrada también por Pablo VI consultora para el Consejo Pontificio para los Laicos.
Fundó el Foro de Estudios sobre la Mujer. En 2003, poco antes de su fallecimiento, estaba ocupada en la creación del Fórum Ecuménico de Mujeres Cristianas de Europa.

#### Manos Unidas
En 1955 inició la Campaña contra el Hambre en colaboración con la Organización de las Naciones Unidas para la Agricultura y la Alimentación (FAO). Esta actividad continuó anualmente, dando origen a la ONG Manos Unidas, creada en estrecha colaboración con la escritora y periodista María Salas Larrazábal. En 1978, la Conferencia Episcopal Española reconoció al Comité Católico de la Campaña contra el Hambre como persona jurídica independiente, con el nombre de Manos Unidas. Desde ese momento, la institución ha mantenido su actividad como ONG internacional española de cooperación al desarrollo, compuesta por personas voluntarias. Fue inscrita el 19 de octubre de 1999 en el registro de la Agencia Española de Cooperación Internacional para el Desarrollo (AECID). 

### Trayectoria política
En el último período del franquismo, Bellosillo se adhirió al partido político Izquierda Democrática Cristiana, entonces en clandestinidad, creado por el catedrático y abogado Joaquín Ruiz-Giménez, de quien era amiga. En 1977, formó parte de su Comité Ejecutivo. En el primer Gobierno de Unión de Centro Democrático, en 1978, fue designada vocal de la Junta Nacional del Patronato de Protección a la Mujer y de su Comisión Permanente junto a la escritora y periodista María Salas.

## Reconocimientos
En 2010, Manos Unidas fue galardonada con el Premio Príncipe de Asturias de la Concordia.
En 2021 la ciudad de Soria le realizó a Pilar Bellosillo un homenaje como fundadora de Manos Unidas.
El distrito de El Cañaveral, de Madrid, posee una calle con su nombre. 